# Tales from the Thousand Lakes
Tales from the Thousand Lakes – drugi album fińskiego zespołu deathmetalowego Amorphis, wydany w lipcu 1994 roku przez wytwórnię Relapse Records.
W tym monumentalnym albumie koncepcyjnym teksty piosenek oparte są na fińskim eposie narodowym Kalevala. Album stanowi pierwsze odejście od agresywnego deathmetalowego brzmienia z ich debiutanckiej płyty do bardziej melodycznego death/doom metalu z większym wpływem zespołów reprezentujących wczesny doom metal (np. Black Sabbath). W nagraniu w większym stopniu niż wcześniej zastosowano syntezatory i czysty śpiew.
Tales from the Thousand Lakes to pierwszy album, w którego nagraniu uczestniczył Kasper Martenson, grając na keyboardzie. Druga płyta Amorphis jest często uznawana za jedno z lepszych nagrań tego zespołu.
W 2001 roku album został wydany ponownie, tym razem z dodatkiem utworów z minialbumu Black Winter Day i coverem utworu Light My Fire zespołu The Doors.

## Twórcy
- Tomi Koivusaari – śpiew, gitara rytmiczna
- Esa Holopainen – gitara prowadząca
- Olli-Pekka Laine – gitara basowa
- Jan Rechberger – perkusja
- Kasper Mårtenson – instrumenty klawiszowe

### Gościnnie
- Ville Tuomi – śpiew i mowa

## Lista utworów
1. "Thousand Lakes" (Holopainen) – 2:03
2. "Into Hiding" (Holopainen, Laine) – 3:42
3. "The Castaway" (Koivusaari, Holopainen) – 5:30
4. "First Doom" (Holopainen) – 3:49
5. "Black Winter Day" (Mårtenson) – 3:48
6. "Drowned Maid" (Koivusaari, Holopainen, Laine) – 4:23
7. "In The Beginning" (Holopainen, Laine) – 3:34
8. "Forgotten Sunrise" (Holopainen) – 4:50
9. "To Fathers Cabin" (Holopainen, Laine) – 3:47
10. "Magic And Mayhem" (Holopainen) – 4:27
11. "Folk Of The North"* - 1:17
12. "Moon And Sun"* (Koivusaari) - 3:39
13. "Moon And Sun Part II: North's Son"* (Koivusaari, Traditional) - 5:12
14. "Light My Fire"* (cover The Doors) - 2:53

Teksty utworów są tradycyjne, wyjątek stanowią utwory "First Doom" i "Forgotten Sunrise" (tekst Holopainena) oraz "Light My Fire" (utwór The Doors). Zaznaczone gwiazdką utwory zostały dodane w reedycji albumu.